# Joan Hennessy
Joan Noreen Hennessy (* 6. Juni 1920 in Edinburgh; † 20. November 2009 in Markham) war eine kanadische Badmintonspielerin.

## Karriere
Joan Hennessy siegte 1950 erstmals bei den kanadischen Meisterschaften, wobei sie im Damendoppel mit Evelyn Roberts erfolgreich war. Weitere Titelgewinne folgten 1954, 1955, 1956 und 1958, alle im Damendoppel.

## Sportliche Erfolge
| Saison | Veranstaltung                                        | Disziplin   | Platz | Name                           |
| ------ | ---------------------------------------------------- | ----------- | ----- | ------------------------------ |
| 1950   | Kanada: Einzelmeisterschaften                        | Damendoppel | 1     | Evelyn Roberts / Joan Hennessy |
| 1954   | Kanada: Einzelmeisterschaften                        | Damendoppel | 1     | Marjory Shedd / Joan Hennessy  |
| 1955   | Kanada: Einzelmeisterschaften                        | Damendoppel | 1     | Marjory Shedd / Joan Hennessy  |
| 1956   | Kanada: Einzelmeisterschaften                        | Damendoppel | 1     | Marjory Shedd / Joan Hennessy  |
| 1958   | Kanada: Nationale und Internationale Meisterschaften | Damendoppel | 1     | Marjory Shedd / Joan Hennessy  |